# Monday, Monday

Monday, Monday est une chanson écrite en 1966 par John Phillips et enregistrée par The Mamas & the Papas pour leur album If You Can Believe Your Eyes and Ears (1966). 

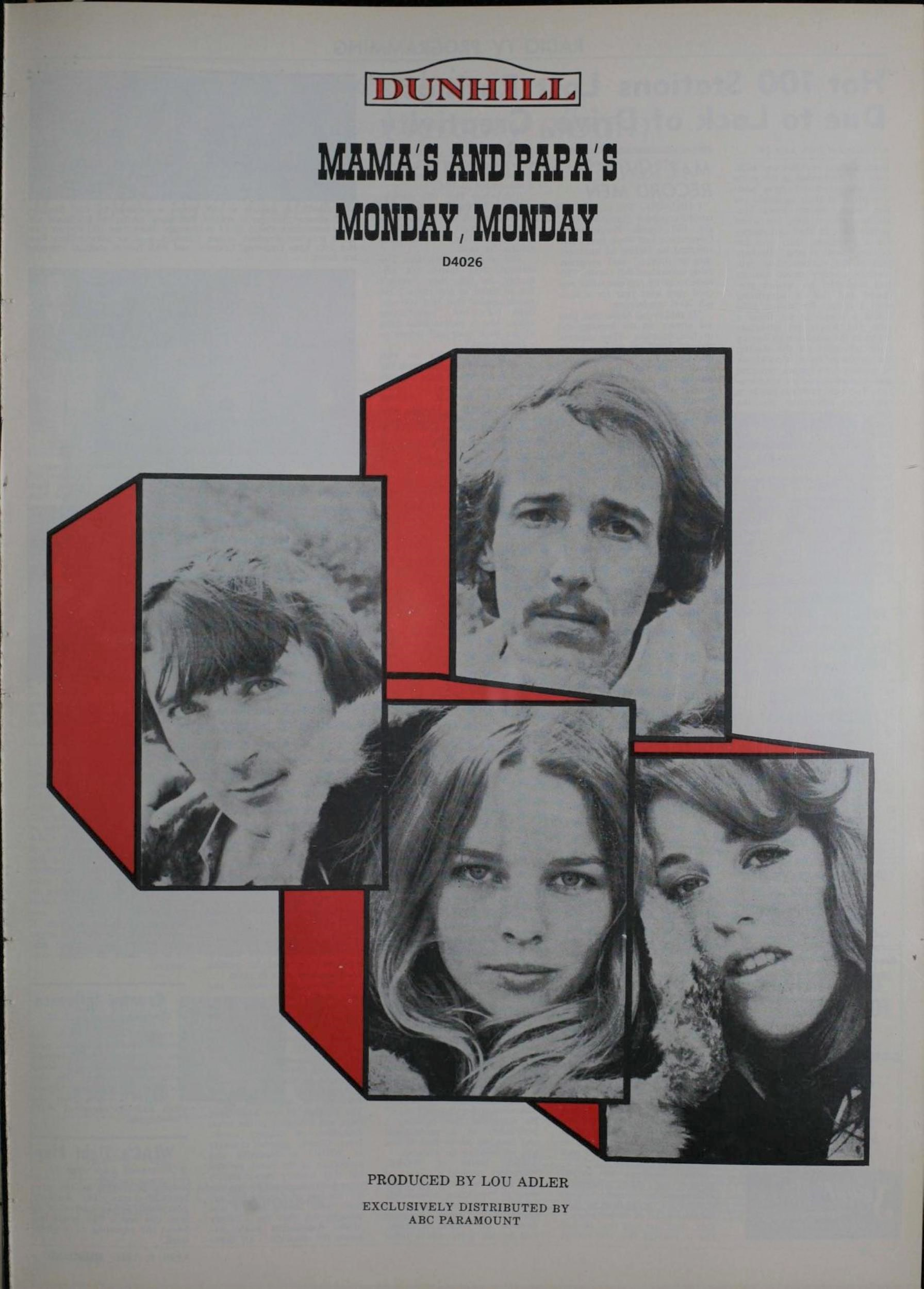
Publicité pour le single des Mamas & the Papas, Monday, Monday

Ce fut le seul succès du groupe à être numéro un au Billboard Hot 100 aux États-Unis. 
La chanson contient une fausse fin, quand une pause apparaît avant la coda de la chanson, puis le refrain de la chanson reprend.
Le 2 mars 1967, The Mamas & the Papas ont reçu un Grammy Award pour cette chanson.
En 1973, Cass Elliot et Michelle Phillips, membres initiales du groupe The Mamas & The Papas, ont parodié la chanson dans le show tv de Cass Elliot : "Don't Call Me Mama Anymore".

## Track listing
7" Vinyl
1. "Monday, Monday" (Phillips) — 3:00
2. "Got a Feelin'" (Doherty, Phillips) — 2:44

## Reprises
- Petula Clark dans son album I Couldn't Live Without Your Love (1966)
- Marianne Faithfull dans Faithfull Forever... (1966)
- Mrs. Miller sur son album "Will Success Spoil Mrs. Miller ?!", (1966)
- The Beau Brummels dans l'album Beau Brummels '66. (1966)
- Neil Diamond The Feel of Neil Diamond (1966)
- Herb Alpert et the Tijuana Brass dans leur album The Beat of the Brass (1968)
- The 5th Dimension dans leur album The 5th Dimension/Live!! (1971)
- Dirty Jobs
- Matthew Sweet et Susanna Hoffs dans leur album, Under the Covers, Vol. 1. (2006)